# Trizogeniates geminatus
Trizogeniates geminatus är en skalbaggsart som beskrevs av Villatoro 2002. Trizogeniates geminatus ingår i släktet Trizogeniates och familjen Rutelidae. Inga underarter finns listade i Catalogue of Life.